# Norman Schwarzkopf
General H. Norman Schwarzkopf, Jr. (22. august 1934 - 27. december 2012) også kendt som Stormin' Norman (Stormende Norman), var en general fra den amerikanske hær. Han var bedst kendt som lederen af den internationale koalition under Golfkrigen i 1991.

## Opvækst
Scwarzkopf blev født i Trenton, New Jersey. Faderen Herbert Norman Schwarzkopf brød sig ikke om navnet Herbert og gav derfor kun sønnen forbogstavet H. 
Hans forbindelse til regionen omkring den Persiske Golf begyndte tidligt. I 1946, da han var 12, blev faderen udstationeret i Teheran i Iran, hvor faderen deltog i Operation Ajax der fjernede den demokratisk valgte premierminister Mohammed Mossadeq fra magten. Den unge Norman gik i Community High School i Teheran, den senere International School of Geneva, og blev uddannet til officer på West Point. Han var også medlem af Mensa.

## Golfkrigen
General H. Norman Schwarzkopf er mest kendt for at have ledet de samlede allierede styrker under Golfkrigen. Han ledte dermed både Operation Desert Shield og den senere Operation Desert Storm. Begge blev gennemført med effektivitet og meget små tabstal på befrielsesstyrkens side, og resulterede i at Kuwait blev befriet fra irakisk besættelse. Han havde under de indledende faser sit hovedkvarter i Riyadh, Saudi Arabien. 

## Udmærkelser
Han modtog mange udmærkelser, heriblandt: Congressional Gold Medal, to Purple Hearts og Medal of Freedom, m.m.fl. 
Den engelske dronning Elizabeth 2. af Storbritannien gav ham i 1991 ordenen Knight Commander of the Order of the Bath. Idet han ikke var engelsk statsborger knælede han ikke for dronningen ved ceremonien.
Derudover modtog han mange civile udmærkelser: Father of the Year, the Vince Lombardi Award of Excellence, Living Legends fra M.S. Anderson Foundation og Ambassador of Hope and Spirit fra Hope Awards, m.m.fl. 

## Død
Schwartzkopf døde 27. december 2012, 78 år gammel, i Tampa, Florida som følge af komplikationer i forbindelse med lungebetændelse. Han efterlod hustru og tre voksne børn.